# Derek Lee
Derek Vincent Lee (né le 2 octobre 1948 à Halifax, Nouvelle-Écosse) est un homme politique canadien.
Il devint député à la Chambre des communes du Canada, représentant la circonscription ontarienne de Scarborough—Rouge River en 1988 sous la bannière du Parti libéral du Canada. Réélu en 1993, 1997, 2000, 2004, 2006 et en 2008, il ne se représenta pas en 2011.
Il est également l'auteur de deux livres qui traitent du règlement à la Chambre des communes.